# .50-90 Sharps
Die Patrone .50-90 wurde 1872 von der US-amerikanischen Firma Sharps als Munition für die Bisonjagd auf den Markt gebracht. Sie wird mit Schwarzpulver geladen und je nach Geschossgewicht und dem daraus resultierenden Pulvergewicht in grain wurde sie auch als .50-100 Sharps und .50-110 Sharps bezeichnet.
Diesem Kaliber wird auch der sagenhafte Schuss von Billy Dixon am 27. Juni 1874 während des zweiten Gefechts um Adobe Walls zugeschrieben. Dixon
schoss hierbei mit einem Glückstreffer, wie er später selbst behauptete, einen Indianer auf eine Entfernung von 1538 yards (ca. 1405 m) vom Pferd und beendete durch den daraufhin erfolgten Rückzug der Indianer das Gefecht.
Im deutschen Nationalen Waffenregister (NWR) wird die Patrone unter Katalognummer 225 ohne weitere Synonyme geführt.